# IgSF CAM
IgSF CAM (مولکول‌های چسبندگی سلولی شبه ایمونوگلوبولین) یک نوع مولکول چسبندگی سلولی است که به ابرخانوادهٔ ایمنوگلوبولین‌ها تعلق دارند. این مولکول‌ها متنوع‌ترین ابرخانوادهٔ مولکول‌های چسبندگی سلولی محسوب می‌شوند که مشخصهٔ اصلی شان، داشتن دومین‌های برون‌سلولی حاوی «دومین‌های شبه ایمونوگلوبین» است. به‌دنبال این دومین‌های اخیر، توالی «دومین فیبرونکتین نوع ۳» و IgSFs دیده می‌شود که توسط گروه عاملی گلیکوزیل‌فسفاتیدیل‌اینوزیتول (GPI) به غشاء سلولی متصل شده‌اند. این خانوادهٔ توانایی در اتصال‌های هوموفیلیک و هتروفیلیک دخالت دارد و قادرند به اینتگرین‌ها یا انواع مختلفی از مولکول‌های چسبندگی سلولی شبه ایمونوگلوبولین اتصال یابند.